# Tijen Karaş
Tijen Karaş (n. el 28 de enero de 1975, en Ankara, Turquía) es una periodista y presentadora de noticias turca que trabaja en la cadena estatal de radio y televisión Türkiye Radyo Televizyon Kurumu (TRT). A la medianoche del 15 al 16 de julio de 2016, durante el intento de golpe de Estado, fue forzada a leer una declaración de los líderes golpistas del Ejército turco cuando estos ocuparon el edificio de TRT en la capital Ankara.
Karaş se graduó en la Universidad de Hacettepe especializándose en Sociología. Antes de laborar en TRT ella trabajaba en el canal TRT Internacional y editaba la columna "Sanat ve Politika" para la Turkish News Agency.